# Підгрупа
Підгрупою групи G називається підмножина {\displaystyle H} групи {\displaystyle G}, що сама є групою щодо операції, визначеної в {\displaystyle G}. 
Підмножина {\displaystyle H} групи {\displaystyle G} є її підгрупою тоді і тільки тоді, коли вона задовольняє такі умови: 
1. містить добуток будь-яких двох елементів з {\displaystyle H},
2. містить разом зі всяким своїм елементом {\displaystyle h} обернений до нього елемент {\displaystyle h^{-1}}.

У разі скінченних і періодичних груп перевірка умови 2 є зайвою.
Еквівалентно {\displaystyle H} є підгрупою, якщо виконується умова:
{\displaystyle \forall (x,y)\in H^{2},x*y^{-1}\in H}

## Приклади
- Підмножина групи {\displaystyle G}, що складається з одного елементу {\displaystyle 1}, буде, очевидно, підгрупою, і ця підгрупа називається одиничною підгрупою групи {\displaystyle G}.
- Сама {\displaystyle G} також є своєю підгрупою.
- Нехай G абелева група елементами якої є

{\displaystyle G=\left\{0,2,4,6,1,3,5,7\right\}}
і груповою операцією є додавання за модулем 8. Її таблиця Келі має вигляд:
| + | 0 | 2 | 4 | 6 | 1 | 3 | 5 | 7 |
| - | - | - | - | - | - | - | - | - |
| 0 | 0 | 2 | 4 | 6 | 1 | 3 | 5 | 7 |
| 2 | 2 | 4 | 6 | 0 | 3 | 5 | 7 | 1 |
| 4 | 4 | 6 | 0 | 2 | 5 | 7 | 1 | 3 |
| 6 | 6 | 0 | 2 | 4 | 7 | 1 | 3 | 5 |
| 1 | 1 | 3 | 5 | 7 | 2 | 4 | 6 | 0 |
| 3 | 3 | 5 | 7 | 1 | 4 | 6 | 0 | 2 |
| 5 | 5 | 7 | 1 | 3 | 6 | 0 | 2 | 4 |
| 7 | 7 | 1 | 3 | 5 | 0 | 2 | 4 | 6 |

Ця група має дві власні підгрупи: J={0,4} і H={0,2,4,6}, де J є також підгрупою H. Таблиця Келі H є верхньою лівою чвертю таблиці Келі групи G. Група G є циклічною, як і її підгрупи. 

## Пов'язані визначення
- Сама група {\displaystyle G} і одинична підгрупа називається невласними підгрупами групи G, всі інші підгрупи H власними.
- Перетин всіх підгруп групи {\displaystyle G}, що містять всі елементи деякої непорожньої множини {\displaystyle M}, називається підгрупою, породженою множиною {\displaystyle M}, і позначається {\displaystyle <M>}.
- Якщо {\displaystyle M} складається з одного елемента {\displaystyle a}, то {\displaystyle <a>} називається циклічною підгрупою елемента {\displaystyle a}.
- Якщо група {\displaystyle G_{1}} ізоморфна деякій підгрупі {\displaystyle H} групи {\displaystyle G}, то кажуть, що група {\displaystyle G_{1}} може бути вкладена в групу {\displaystyle G}.

## Властивості
- Теоретико-множинний перетин будь-яких двох підгруп групи {\displaystyle G} є підгрупою групи {\displaystyle G}.
- Теоретико-множинне об'єднання підгруп, взагалі кажучи, не зобов'язане бути підгрупою. Об'єднанням підгруп {\displaystyle H} і {\displaystyle K} називається підгрупа, породжена об'єднанням множин {\displaystyle H\cup K}.
- Нехай {\displaystyle f:G\rightarrow G'\,} — гомоморфізм груп. Тоді якщо {\displaystyle H\,} є підгрупою {\displaystyle G\,}, то {\displaystyle f(H)\,} є підгрупою {\displaystyle G'\,}. Якщо {\displaystyle H'\,} є підгрупою {\displaystyle G'\,}, то {\displaystyle f^{-1}(H')\,} є підгрупою {\displaystyle G\,}.
- Якщо дані дві групи і кожна з них ізоморфна деякій власній підгрупі іншої, то звідси ще не слідує ізоморфізм самих цих груп.

### Українською
- (укр.) Гаврилків В. М. Елементи теорії груп та теорії кілець. — І.-Ф.  : Голіней, 2023. — 153 с.

### Іншими мовами
- Курош А. Г. Теория групп. — 3-е изд. — Москва : Наука, 1967. — 648 с. — ISBN 5-8114-0616-9.(рос.)
- Ленг С. Алгебра. — Москва : Мир, 1968. — 564 с. — ISBN 5458320840.(рос.)
- Винберг Э. Б. Курс алгебри. — 4-е изд. — Москва : МЦНМО, 2011. — 592 с. — ISBN 978-5-94057-685-3.(рос.)

- Джозеф Ротман[en]. An Introduction to the Theory of Groups. — 4th. — Springer (Graduate Texts in Mathematics), 1994. — 532 с. — ISBN 978-0387942858.(англ.)